# Frank Lebert

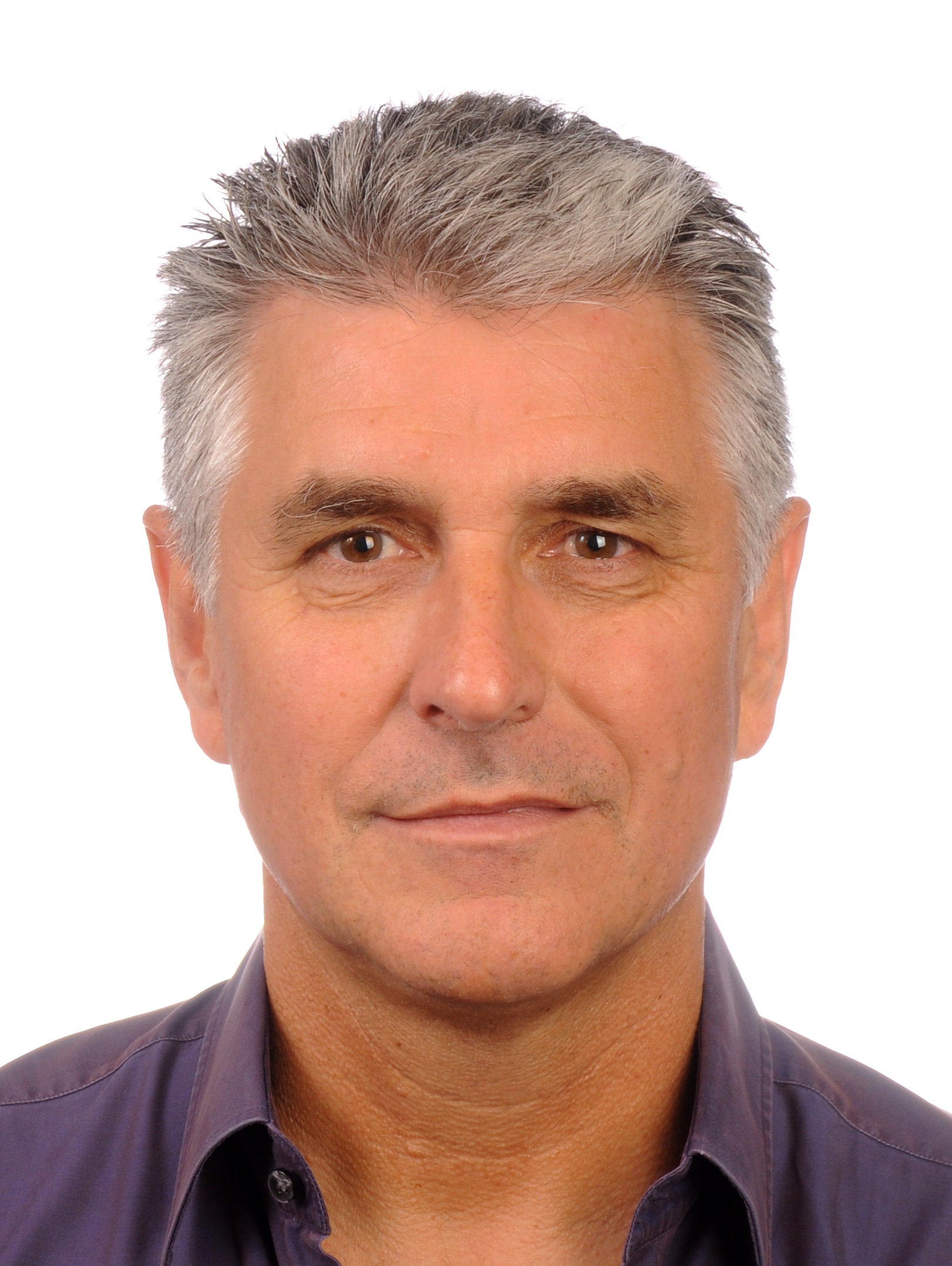
Frank Lebert (2017)

Frank Lebert (* 28. Juni 1960 in Erbach im Odenwald) ist ein deutscher Sport-Marketing-Manager, ehemaliger Leichtathlet und Trainer des Deutschen Leichtathletik-Verbandes. Seit 2009 leitet er als Geschäftsführer die Deutsche Leichtathletik Marketing GmbH (DLM).

## Werdegang
Lebert studierte an der Johann Wolfgang Goethe-Universität in Frankfurt/Main und an der TH Darmstadt Wirtschafts- und Sportwissenschaften.
Nach Beendigung seiner aktiven Laufbahn als Mittelstreckler bei der LG Frankfurt und dem ASC Darmstadt nahm Lebert eine Tätigkeit als Trainer des Deutschen Leichtathletik-Verbandes (DLV) und als persönlicher Coach zahlreicher EM-, WM- und Olympiateilnehmer auf.
Zur gleichen Zeit trat er im Jahr 1986 eine Stelle als Sport-Marketing-Berater bei der Nike Deutschland GmbH an. Nach den Olympischen Spielen 1996 in Atlanta (USA) fokussierte Frank Lebert sich dann ausschließlich auf die Karriere im Sports Business bei Nike International. Bis zum Jahr 2009 war er bei dem Sportartikel-Hersteller als Sports-Marketing-Direktor für die Regionen Deutschland, Österreich, Schweiz und Slowenien tätig.
Im Jahr 2009 übernahm Frank Lebert die Funktion des Geschäftsführers der Vermarktungsagentur des Deutschen Leichtathletik-Verbands. Diese firmierte damals noch unter dem Namen Deutsche Leichtathletik Promotion- und Projektgesellschaft (DLP) und ist seit 2013 als Deutsche Leichtathletik Marketing GmbH (DLM) tätig.
Im Zeitraum von 2009 bis 2012 war Frank Lebert Vorstandsmitglied des Fachverbandes Sponsoring (FASPO) mit Sitz in Hamburg beziehungsweise später Berlin. Im Juni 2016 wurde er auf Vorschlag des Deutschen Leichtathletik-Verbandes in den Marketing & Commercialization Beraterstab des Leichtathletik-Weltverbandes IAAF berufen.

## Privates
Frank Lebert ist verheiratet mit dem ehemaligen französischen Modemodel Amina Lebert (geb. Traoré).